# Triaenobuninae
Sous-famille
Les Triaenobuninae sont une sous-famille d'opilions laniatores de la famille des Triaenonychidae.

## Distribution
Les espèces de cette sous-famille se rencontrent en Australie, en Nouvelle-Zélande, au Chili et à Madagascar.

## Liste des genres
Selon World Catalogue of Opiliones (23/05/2021) :
- Allobunus Hickman, 1958
- Americobunus Muñoz-Cuevas, 1972
- Ankaratrix Lawrence, 1959
- Araucanobunus Muñoz-Cuevas, 1973
- Cenefia Roewer, 1931
- Chilobunus Hickman, 1958
- Chrestobunus Roewer, 1915
- Dipristes Roewer, 1931
- Eubunus Hickman, 1958
- Glyptobunus Roewer, 1915
- Mestonia Hickman, 1958
- Miobunus Roewer, 1915
- Muscicola Forster, 1954
- Phanerobunus Roewer, 1915
- Phoxobunus Hickman, 1958
- Pristobunus Roewer, 1931
- Rhynchobunus Hickman, 1958
- Tasmanonuncia Hickman, 1958
- Thelbunus Hickman, 1958
- Triaenobunus Sørensen, 1886

## Publication originale
- Pocock, 1902 : « Some points in the morphology and classification of the Opiliones. » The annals and magazine of natural history, zoology, botany and geology, sér. 7, vol. 10, p. 504–516 (texte intégral).